# بليك بيوركلاند
بليك بيوركلاند (بالإنجليزية: Blake Bjorklund)‏ هو سائق سباق أمريكي، ولد في 8 سبتمبر 1985 في إيسنتي في الولايات المتحدة.

## وصلات خارجية
- الموقع الرسمي
- بليك بيوركلاند على موقع Racing-Reference.info (الإنجليزية)